# Pan humilde
Pan humilde es una obra firmada por el pintor y escultor español Guillermo Silveira (1922-1987). Está pintada al óleo sobre tela de saco y sus dimensiones son de 115 x 85 cm.

## Historia y características
Si se tiene en cuenta que se expuso por primera vez en el II Salón Municipal de Pintura y Escultura celebrado en Sevilla en mayo de 1975, el cuadro se debió pintar en su domicilio estudio de Traseras de Colón n.º 1-1.º 2 (bloque de suboficiales del Ejército del Aire) de la capital pacense en torno a los primeros meses de ese año o, a lo sumo, finales del anterior.
Artísticamente el estudio de la obra descubre la consecución de un cierto «estilo propio», «sin tributos ni adjetivas subsidiaridades», «por la vía de un formalismo al tiempo monumental e ingenuo», que ya no encaja con el expresionismo subjetivo ni la neofiguración de su primera etapa.
Fueron surgiendo así una serie de cuadros de caballete, de fuerte carga argumental, por los que discurren gente del mundo del circo, trabajadores, violinistas callejeros, antiguas fondas, «fija su atención en Georges Rouault, Marc Chagall y Permeke».
La sencilla composición en la que predominan las líneas oblicuas muestra a una pareja sentada a una mesa parcialmente cubierta con un mantel blanco en la que solo aparecen unos pocos objetos habituales en otras obras del autor que van desde los dos tazones de cerámica o la tetera hasta el característico farol de ferroviario, la lámpara que cuelga del techo o la estufa de leña, observables en piezas similares como El maquinista (1975), Frustración (1979), Bohemia o El estudiante (1985), etcétera. Cromáticamente predominan los colores terrosos, azules y grisáceos, distribuidos en grandes planos delimitados mediante profundas incisiones.

## Exposiciones
- «II Salón Municipal de Pintura y Escultura». Sevilla, mayo de 1975.[8]
- «Pinturas de Guillermo Silveira». Salón de plenos del ayuntamiento de Fregenal de la Sierra (Badajoz), 25 de abril-2 de mayo de 1976. Junto a la pieza en cuestión se mostraron, entre otras, El puente (ant. 1960), La Ría (ant. 1964), La caseta (1968), Paisaje (canal de riego) (1968. Museo de Arte Contemporáneo de Fregenal de la Sierra [MACF]), En una esquina cualquiera (1972), El maquinista (1975), Impresión (1976), etcétera.[9]
- «III Premio Nacional de Pintura Francisco Gil». Sala de exposiciones del Gran Hotel. Salamanca, 15-30 de noviembre de 1977.[10][11][12]
- «Pintura Contemporánea Extremeña: Tendencias Actuales» (itinerante). Museo Provincial de Bellas Artes. Badajoz, junio-septiembre de 1983.[13][14]
- «Exposición de Pinturas de Guillermo Silveira». Muestra retrospectiva (1959-1984) con ocasión de la Semana Cultural Militar. Sala de exposiciones del Banco de Bilbao (Badajoz), 3-9 de diciembre de 1984 (n.º 33).[15]
- «Guillermo Silveira». Museo Provincial de Bellas Artes. Badajoz, 26 de marzo-31 de mayo de 2009 (n.º 52).[1]
- «Guillermo Silveira – un puñetazo de alma». Sala Espacio CB Arte de la Fundación CB de Badajoz. Avda. Santa Marina n.º 25, 11-29 de enero de 2022 (sin numerar).[16]

### Hemerografía
- Rabanal Brito, T. (24 may. 1975). «Silveira Galán, Medalla de Oro del "II Salón de Pintura y Escultura" de Sevilla». Hoy (Badajoz): 13.
- REDACCIÓN (5 dic. 1984). «Numeroso público en los actos de la "Semana Cultural Militar"». Hoy (Badajoz): 19.
- Zoido, Antonio (12 may. 1987). «Ha muerto Guillermo Silveira, un auténtico valor de la pintura regional». Hoy (Badajoz): 14.

- Datos: Q56640196